# Strategius Musonianus
Strategius Musonianus (Antiochië, begin 4e eeuw – Constantinopel, 370 of 371) was een Romeins ambtenaar, gouverneur en prefect in dienst van de keizers van de Constantijnse dynastie. Musonianus was de bijnaam die keizer Constantijn I hem gaf omwille van zijn mooie vertalingen. Strategius had de titel van senator van Rome.

## Levensloop
Strategius was een Syrische Romein die zijn carrière begon als vertaler Grieks-Latijn in Antiochië aan de Orontes, de hoofdplaats van de provincie Syria. Hij was een christen. Hij werd er bevorderd tot comes en vir perfectissimus. Constantijn I was onder de indruk van de kennis die Strategius had over de Manicheeërs. Dit kwam door de teksten die hij over het manicheïsme gelezen had. Strategius rapporteerde verder aan Constantijn I en diens opvolgers over disputen tussen christenen.
In 343 was Strategius, ondertussen Musonianus geheten, aanwezig in naam van keizer Constantius II op het Concilie van Sardica. Patriarch Athanasius die in de tang genomen werd op het concilie, verachtte Musonianus. In dezelfde jaren 340 was Musonianus proconsul van Constantinopel, een functie in het stadsbestuur van de hoofdstad.
Van 348 tot 349 was Musonianus praeses in het Romeinse bestuur van Opper-Egypte, meer bepaald in de stad Thebais. Hier hield hij zich bezig met het verschepen van graan naar de Romeinse troepen aan het Perzische front.
Van 353 tot 354 was Musonianus proconsul of gouverneur van Achaea, een Romeinse provincie in Griekenland. Hij maakte van de gelegenheid gebruik om zijn stadsgenoot Libanius uit Antiochië te benoemen op de Academie van Athene.
Van 354 tot 358 bekleede hij het prestigieuze ambt van pretoriaanse prefect van het Oosten. Weinig Romeinse vertalers hebben het overigens geschopt tot pretoriaanse prefect. De geschiedschrijver en tijdsgenoot Ammianus omschreef Musonianus als 'omkoopbaar maar competent'. Als pretoriaans prefect onderhandelde hij met de Perzen om koning Shapur II tot een vredesverdrag te dwingen over de oostgrens van het Romeinse Rijk. Musonianus stuurde de niet-christen Eustatius van Cappadocië mee met de delegatie naar Perzië. De reden was dat Eustatius volgens hem ‘ut opifex suadendi’ was of ‘als bouwmeester van het (kunnen) overtuigen’. Prefect Musonianus herorganiseerde de koopvaardij in het oosten van de Middellandse Zee.
Nadien trok hij zich terug op zijn villa in Constantinopel. Hij werd vereerd met de titel van senator van Rome. Het was vermoedelijk in Constantinopel dat hij stierf in het jaar 370 of 371.